# Bilan saison par saison du Lightning de Tampa Bay
Le Lightning de Tampa Bay est une franchise de la Ligue nationale de hockey depuis l'expansion de la Ligue en 1992.

Cette page retrace les résultats de l'équipe depuis cette première saison.

## Résultats
| Saison            | PJ             | V              | D              | N              | DP             | DTB            | BP             | BC             | Pts            | Classement              | Séries éliminatoires                                                                         | Entraîneur                   |
| ----------------- | -------------- | -------------- | -------------- | -------------- | -------------- | -------------- | -------------- | -------------- | -------------- | ----------------------- | -------------------------------------------------------------------------------------------- | ---------------------------- |
| 1992-1993         | 84             | 23             | 54             | 7              | —              | —              | 245            | 332            | 53             | 6e division Norris      | Non qualifiés                                                                                | Terry Crisp                  |
| 1993-1994         | 84             | 30             | 43             | 11             | —              | —              | 224            | 251            | 71             | 7e division Atlantique  | Non qualifiés                                                                                | Terry Crisp                  |
| 1994-1995         | 48             | 17             | 28             | 3              | —              | —              | 120            | 144            | 23             | 6e division Atlantique  | Non qualifiés                                                                                | Terry Crisp                  |
| 1995-1996         | 82             | 38             | 32             | 12             | —              | —              | 238            | 248            | 88             | 5e division Atlantique  | 2-4 Flyers                                                                                   | Terry Crisp                  |
| 1996-1997         | 82             | 32             | 40             | 10             | —              | —              | 217            | 247            | 74             | 5e division Atlantique  | Non qualifiés                                                                                | Terry Crisp                  |
| 1997-1998         | 82             | 17             | 55             | 10             | —              | —              | 151            | 269            | 44             | 7e division Atlantique  | Non qualifiés                                                                                | Terry Crisp Jacques Demers   |
| 1998-1999         | 82             | 19             | 54             | 9              | —              | —              | 179            | 292            | 47             | 4e division Sud-Est     | Non qualifiés                                                                                | Jacques Demers               |
| 1999-2000         | 82             | 19             | 47             | 9              | 7              | —              | 204            | 310            | 54             | 4e division Sud-Est     | Non qualifiés                                                                                | Steve Ludzik                 |
| 2000-2001         | 82             | 24             | 47             | 6              | 5              | —              | 201            | 280            | 59             | 5e division Sud-Est     | Non qualifiés                                                                                | Steve Ludzik John Tortorella |
| 2001-2002         | 82             | 27             | 40             | 11             | 4              | —              | 178            | 219            | 69             | 3e division Sud-Est     | Non qualifiés                                                                                | John Tortorella              |
| 2002-2003         | 82             | 36             | 25             | 16             | 5              | —              | 219            | 210            | 93             | 1er division Sud-Est    | 4-2 Capitals 1-4 Devils                                                                      | John Tortorella              |
| 2003-2004 Détails | 82             | 46             | 22             | 8              | 6              | —              | 245            | 192            | 106            | 1er division Sud-Est    | 4-1 Islanders 4-0 Canadiens 4-3 Flyers 4-3 Flames Vainqueurs de la Coupe Stanley             | John Tortorella              |
| 2004-2005         | Saison annulée | Saison annulée | Saison annulée | Saison annulée | Saison annulée | Saison annulée | Saison annulée | Saison annulée | Saison annulée | Saison annulée          | Saison annulée                                                                               | Saison annulée               |
| 2005-2006         | 82             | 43             | 33             | —              | 2              | 4              | 252            | 260            | 92             | 2e division Sud-Est     | 1-4 Senators                                                                                 | John Tortorella              |
| 2006-2007         | 82             | 44             | 33             | —              | 3              | 2              | 253            | 261            | 93             | 2e division Sud-Est     | 2-4 Devils                                                                                   | John Tortorella              |
| 2007-2008         | 82             | 31             | 42             | —              | 8              | 1              | 223            | 267            | 71             | 5e division Sud-Est     | Non qualifiés                                                                                | John Tortorella              |
| 2008-2009         | 82             | 24             | 40             | —              | 8              | 10             | 210            | 279            | 66             | 5e division Sud-Est     | Non qualifiés                                                                                | Barry Melrose Rick Tocchet   |
| 2009-2010         | 82             | 34             | 36             | —              | 5              | 7              | 217            | 260            | 80             | 3e division Sud-Est     | Non qualifiés                                                                                | Rick Tocchet                 |
| 2010-2011         | 82             | 46             | 25             | —              | 5              | 6              | 247            | 240            | 103            | 2e division Sud-Est     | 4-3 Penguins 4-0 Capitals 3-4 Bruins                                                         | Guy Boucher                  |
| 2011-2012         | 82             | 38             | 36             | —              | 5              | 3              | 235            | 281            | 84             | 3e division Sud-Est     | Non qualifiés                                                                                | Guy Boucher                  |
| 2012-2013         | 48             | 18             | 26             | —              | 1              | 3              | 148            | 150            | 40             | 4e division Sud-Est     | Non qualifiés                                                                                | Guy Boucher Jon Cooper       |
| 2013-2014         | 82             | 46             | 27             | —              | 3              | 6              | 240            | 215            | 101            | 2e division Atlantique  | 0-4 Canadiens                                                                                | Jon Cooper                   |
| 2014-2015         | 82             | 50             | 24             | —              | 3              | 5              | 262            | 211            | 108            | 2e division Atlantique  | 4-3 Red Wings 4-2 Canadiens 4-3 Rangers 2-4 Blackhawks                                       | Jon Cooper                   |
| 2015-2016         | 82             | 46             | 31             | —              |                |                | 227            | 201            | 97             | 2e division Atlantique  | 4-1 Red Wings 4-1 Islanders 3-4 Penguins                                                     | Jon Cooper                   |
| 2016-2017         | 82             | 42             | 30             | —              |                |                | 234            | 227            | 94             | 5e division Atlantique  | Non qualifiés                                                                                | Jon Cooper                   |
| 2017-2018         | 82             | 54             | 23             | —              |                |                | 296            | 236            | 113            | 1er division Atlantique | 4-1 Devils 4-2 Bruins 3-4 Capitals                                                           | Jon Cooper                   |
| 2018-2019         | 82             | 62             | 16             | —              |                |                | 325            | 222            | 128            | 1er division Atlantique | 0-4 Blue Jackets                                                                             | Jon Cooper                   |
| 2019-2020         | 70             | 43             | 21             | —              |                |                | 245            | 195            | 92             | 2e division Atlantique  | 4-1 Blue Jackets 4-1 Bruins 4-2 Islanders 4-2 Stars de Dallas Vainqueurs de la Coupe Stanley | Jon Cooper                   |
| 2020-2021 Détails | 56             | 36             | 17             | —              |                |                | 181            | 147            | 75             | 3e division Centrale    | 4-2 Panthers 4-1 Hurricanes 4-3 Islanders 4-1 Canadiens Vainqueurs de la Coupe Stanley       | Jon Cooper                   |